# Puerto Guzmán
Puerto Guzmán – miasto w Kolumbii, w departamencie Putumayo.